# Transactions of the Academy of Science of St. Louis
Transactions of the Academy of Science of St. Louis (abreviado Trans. Acad. Sci. St. Louis) es una revista con ilustraciones y descripciones botánicas que es editada en San Luis desde el año 1860.